# Castelul Tenczyn
Castelul Tenczyn este un castel medieval situat pe Cracovia-Czestochowa Jura, în satul Rudno în voievodatul Polonia Mică, în powiatul Cracovia, la doar 24 km vest de Cracovia, la 5 km sud-vest de Krzeszowice. Construcția se afla pe un vulcan stins.

## Istorie
Castelul a fost construit în secolul al paisprezecelea în stil gotic și a fost sediul familiei Tęczyńscy. In 1570 a fost reconstruita într-un mod renascentist. În 1655 a fost distrus în timpul Potopului – fiind jefuit și ars de soldații brandemburghezi și suedezi, care l-au atacat conduși de zvonuri precum că în incinta sa se aflau Bijuteriile Coroanei Poloneze și ale familiei Tęczyński. Ulterior a fost reconstruit, dar în 1768 a ars din nou după ce a fost lovit de un fulger și a rămas în această stare.

## Galerie de imagini

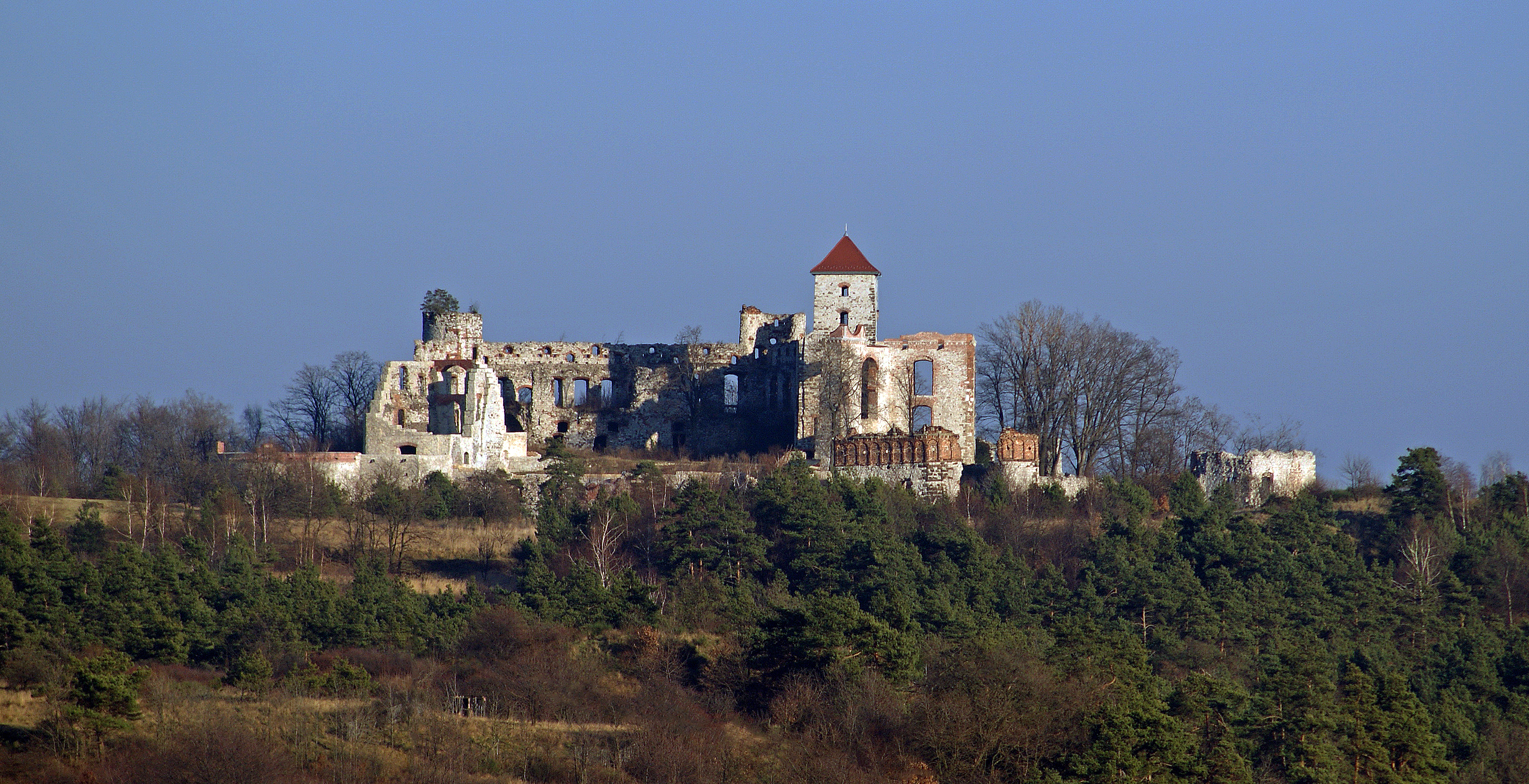
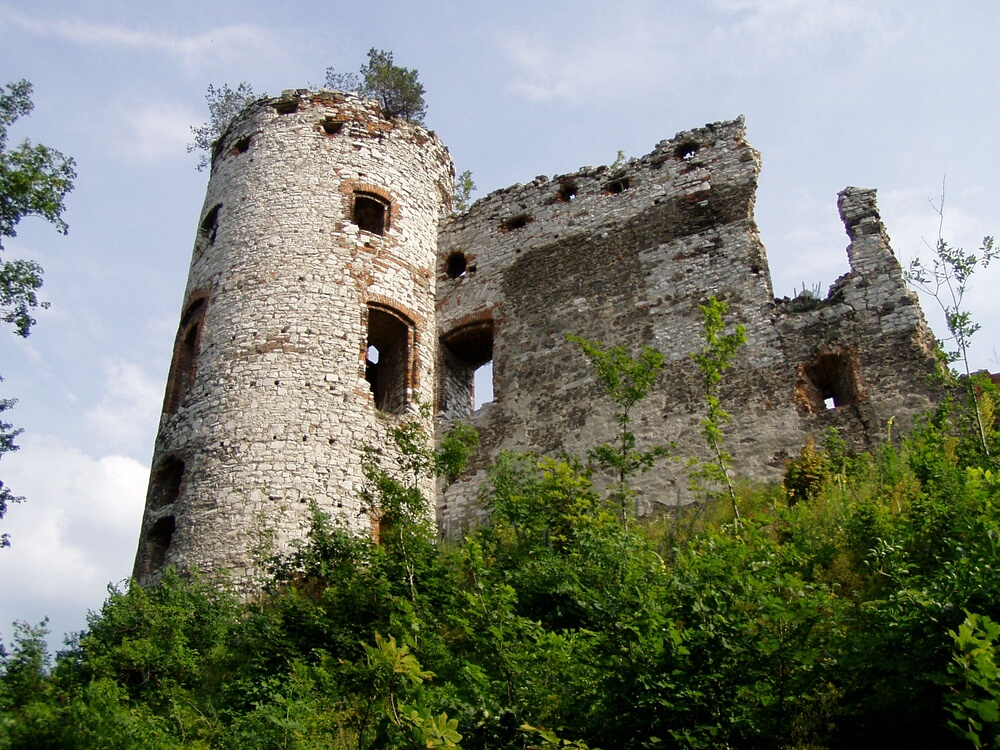
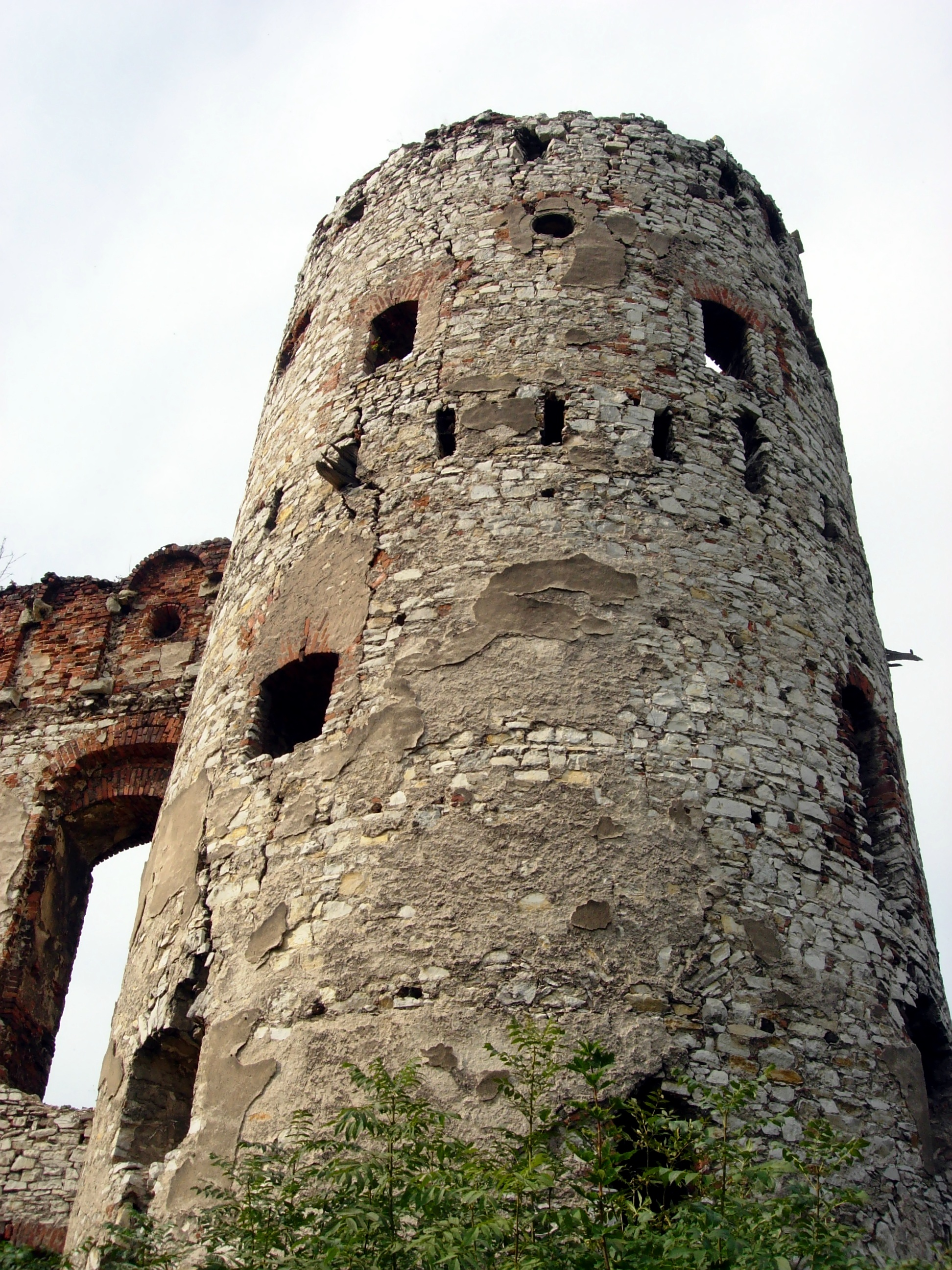
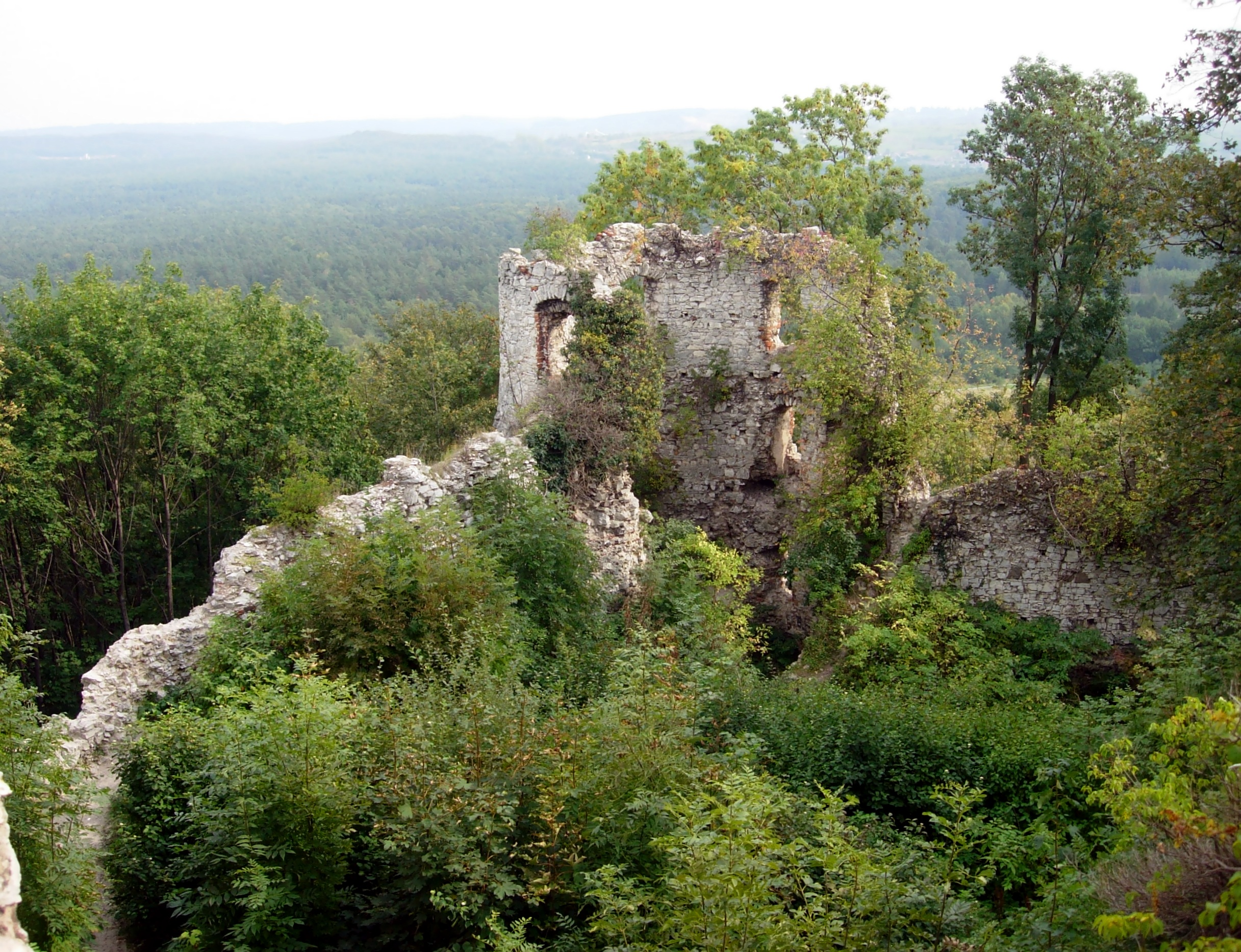
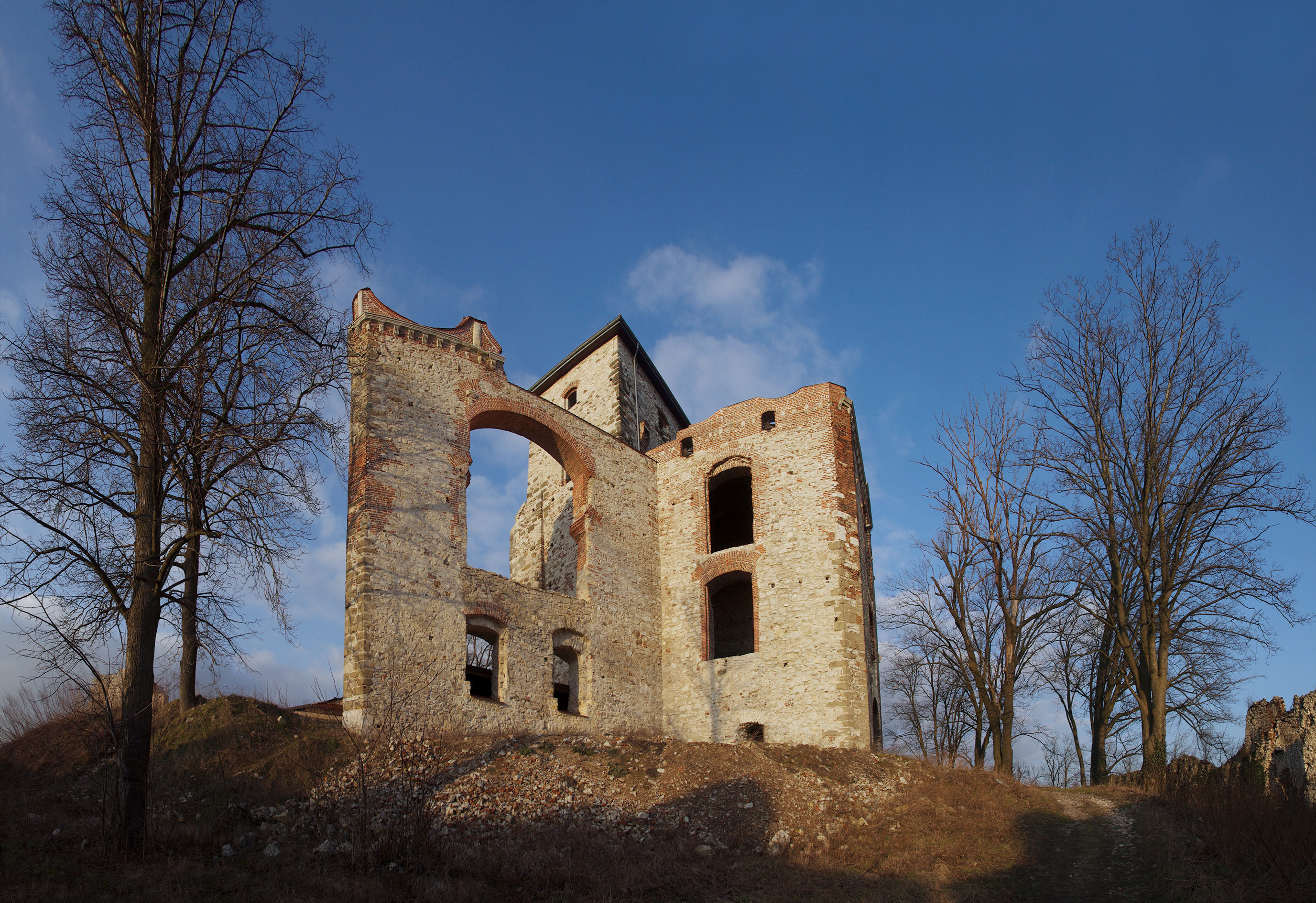